# Scedella basilewskyi
Scedella basilewskyi är en tvåvingeart som först beskrevs av Munro 1956.  Scedella basilewskyi ingår i släktet Scedella och familjen borrflugor.
Artens utbredningsområde är Rwanda. Inga underarter finns listade i Catalogue of Life.